# Heterusia latior
Heterusia latior är en fjärilsart som beskrevs av Thierry-mieg 1894. Heterusia latior ingår i släktet Heterusia och familjen mätare. Inga underarter finns listade i Catalogue of Life.